# Tiếng Niue
Tiếng Niue (ko e vagahau Niuē) là một ngôn ngữ Polynesia, thuộc phân nhóm Mã Lai-Đa Đảo của ngữ hệ Nam Đảo. Ngôn ngữ này có quan hệ gần gũi nhất với tiếng Tonga và liên hệ xa hơn với các ngôn ngữ Polynesia khác như tiếng Maori, tiếng Samoa, và tiếng Hawaii. Tiếng Tonga và tiếng Niue tạo thành phân nhóm Tonga của nhóm Polynesia. Tiếng Niue cũng có một số ảnh hưởng từ tiếng Samoa và các ngôn ngữ Đông Polynesia.
Tiếng Niue được khoảng 2.240 cư dân trên đảo Niue (97.4% số dân) năm 1991 sử dụng, cũng như những người nói ngôn ngữ này tại quần đảo Cook, New Zealand, và Tonga, vì vậy tổng số người nói lên tới 8.000 người. Vào đầu những năm 1990, 70% số người nói tiếng Niue sống tại New Zealand. Có nhiều người nói tiếng Niue bên ngoài chính hòn đảo nó mang tên. Hầu hết cư dân Niue nói song ngữ tiếng Anh và tiếng Niue.